# Beuca
Beuca – wieś w Rumunii, w okręgu Teleorman, w gminie Beuca. W 2011 roku liczyła 1150 mieszkańców.